# Orbis terrae

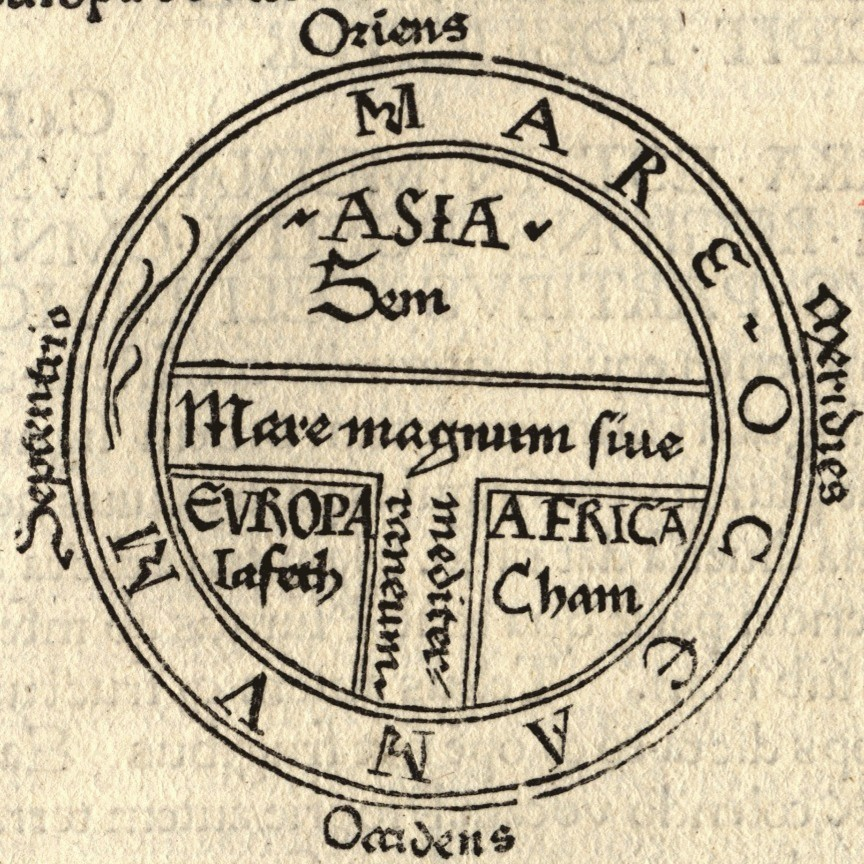
Т і О карта із зазначенням розподілу частин світу між трьома синами Ноя

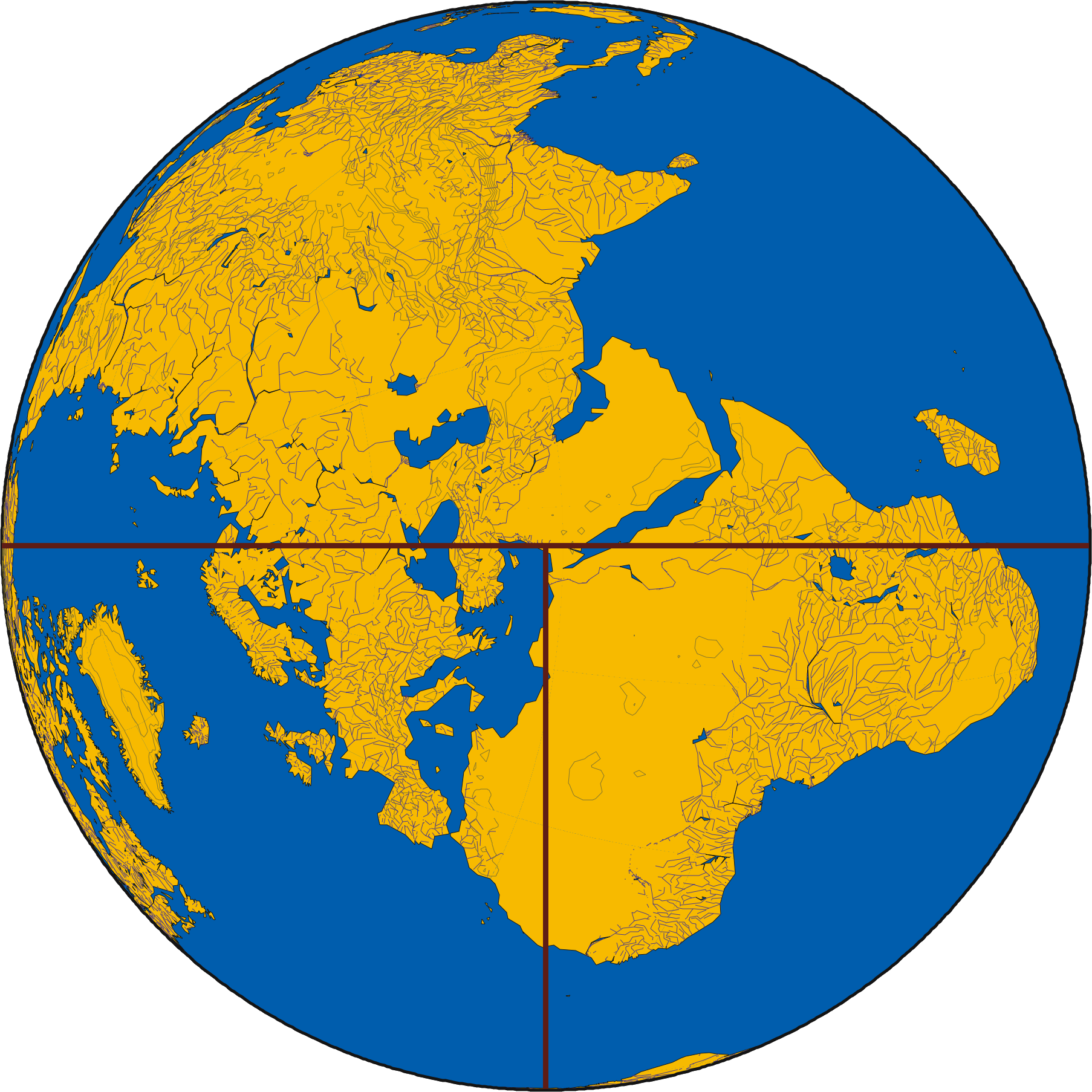
Принцип «T-O» на сучасній карті

Orbis terrae (лат. куля Землі) — тип середньовічної карти світу, на якій населений світ зображений у вигляді колеса, згідно з поглядами Ісидора Севільського та Беата Льєбанського. Світ поділяється на три частини — Європа, Африка та Азія, причому остання приблизно дорівнює за величиною двом іншим. Європу від Африки відокремлює Середземне море, Африку від Азії — Червоне море або річка Ніл, Європу від Азії — Егейське море, Босфор або річки Тигр та Євфрат. У сукупності всі ці водойми утворюють літеру Т. Звідси друга назва цього типу карти — карта Т і О (О — світовий океан, що огинає ойкумену). У центрі такої карти, як правило, містилися Свята земля та Єрусалим — «пуп Землі» (ombilicum mundi) і арена найбільших подій світової історії, описаних в Біблії.

## Раннє середньовіччя
Карти у вигляді Т і О відображають старозавітну традицію про тричастинний поділ світу між синами Ноя — Симом, Хамом і Яфетом. Вперше така карта (Беатова карта) була створена в VIII столітті ченцем Беатусом з Льєбани як ілюстрація до 12-томного видання «Коментарі до Апокаліпсису» на основі схеми, представленої в Ісидора Севільського, архієпископа Севільї, у книзі «Етимологія» на початку VII століття.

## Варіанти

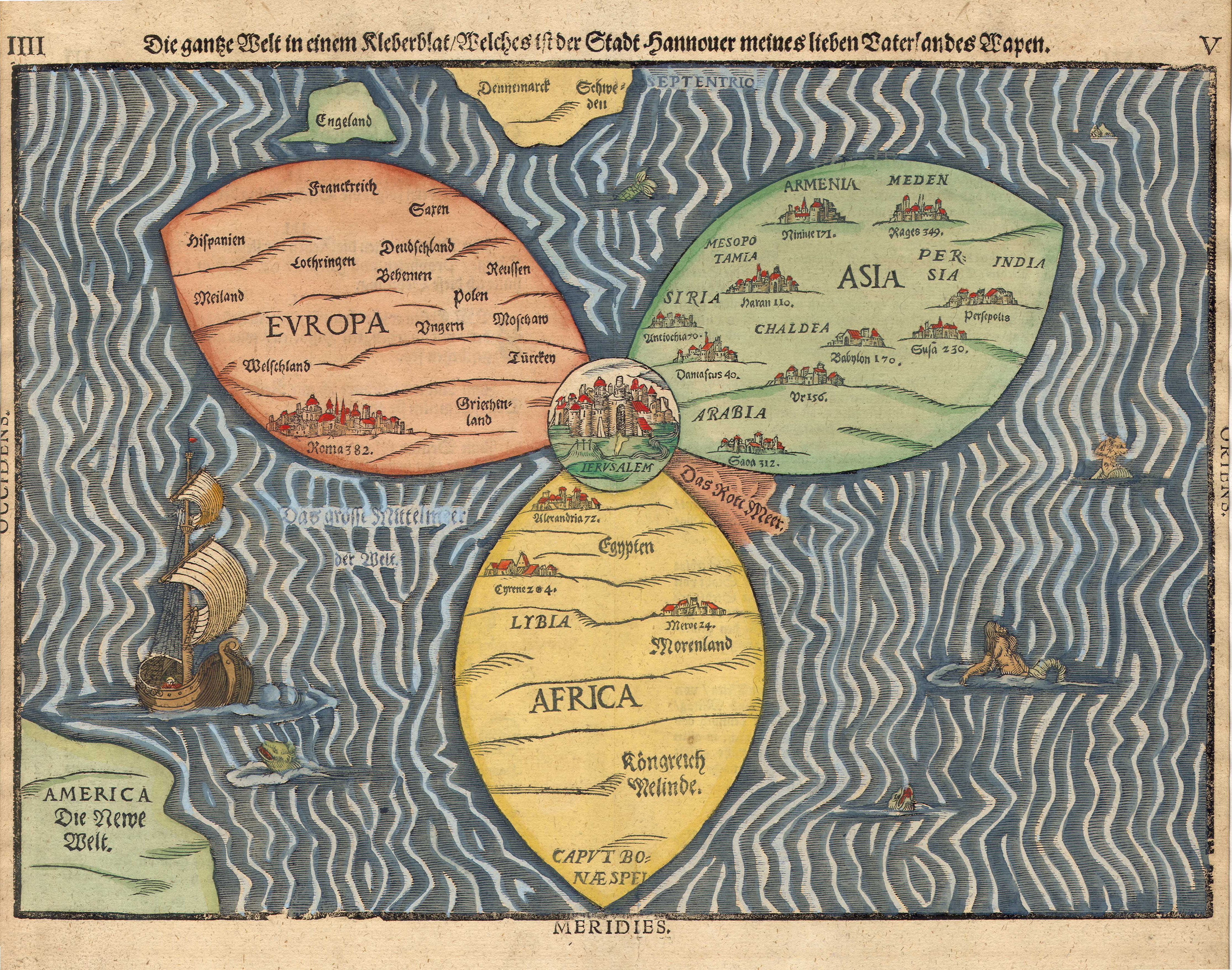
Карта Світ — трилисник. Генріх Бюнтінг, 1581 рік

На основі теорії поділу світу на три частини були створені й інші середньовічні карти, як наприклад Герефордська карта або карта Світ — трилисник (1581 рік), складена Генріхом Бюнтінгом (1545–1606), одна з так званих «дивних карт». Карта вперше була опублікована в книзі «Itinerarium Sacrae Scipturae» — путівнику по Святій Землі.
До цього часу європейці знали, що карти Т і О не відповідають дійсності, і робота Бюнтінга являє собою гру між реальністю та міфічними уявленнями. Дана карта зокрема, є даниною рідному місту Бюнтінга — Ганноверу, оскільки текст над картою говорить: «Die ganze Welt in einem Kleberblatt welches ist der Stadt Hannover meines lieben Vaterlandes Wapen» («Увесь світ в трилиснику, який є гербом Ганновера, моєї дорогої Вітчизни»).